# Station Storekvina
Station Storekvina is een spoorwegstation in het dorp Storekvina in de gemeente Kvinesdal in het zuiden van Noorwegen. Het station, aan Sørlandsbanen, werd geopend in 1943. 